# Людвіг Брюндль
Людвіг Брюндль (нім. Ludwig Bründl, нар. 23 листопада 1946, Мюнхен) — німецький футболіст, що грав на позиції нападника.

## Ігрова кар'єра
У дорослому футболі дебютував 1965 року виступами за команду клубу «Мюнхен 1860», в якій провів три сезони, взявши участь у 42 матчах чемпіонату. 
Своєю грою за цю команду привернув увагу представників тренерського штабу клубу «Кельн», до складу якого приєднався 1968 року. Відіграв за кельнський клуб наступний сезон своєї ігрової кар'єри.
Протягом 1969—1971 років захищав кольори команди клубу «Штутгартер Кікерс».
1971 року перейшов до клубу «Айнтрахт» (Брауншвейг), за який відіграв 5 сезонів. У складі «Айнтрахта» був одним з головних бомбардирів команди, маючи середню результативність на рівні 0,4 голу за гру першості. У складі «Айнтрахта» забив 10 голів у розіграші Кубка УЄФА 1971–72, ставши найкращим бомбардиром цього турніру. Завершив професійну кар'єру футболіста виступами за браушвейзьку команду у 1976 році.

## Титули і досягнення
- Найкращий бомбардир Кубка УЄФА: 1971–72 (10)